# São José de Mipibu (ort)
São José de Mipibu är en ort i Brasilien.   Den ligger i kommunen São José de Mipibu och delstaten Rio Grande do Norte, i den östra delen av landet, 1 800 km nordost om huvudstaden Brasília. São José de Mipibu ligger 63 meter över havet och antalet invånare är 15 298.
Terrängen runt São José de Mipibu är platt. Runt São José de Mipibu är det ganska tätbefolkat, med 104 invånare per kvadratkilometer.. Närmaste större samhälle är Parnamirim, 17,9 km norr om São José de Mipibu.
Omgivningarna runt São José de Mipibu är en mosaik av jordbruksmark och naturlig växtlighet.